# هيلارى تشستر
هيلارى سرك (Circa) أسقف تشستر في العصور الوسطى بإنكلترا (1169-1110)، ولد بإنكلترا.درس قانون كنسي، و عمل أيضاً كاتب البابوية بروما. أثناء تواجده بروما في ذلك الوقت، أصبح على معرفة بعدد من رجال الكنيسة بما فيه بابا المستقبل أدريان الرابع و كاتب العصور الوسطى جون ساليسبرى في انكلترا، و عمل كاتباً لهنرى بليوس أسقف وينشستر و الذي كان شقيق ستيفان ملك انكلترا. بعد فشل ترشيح هيلارى ليصبح رئيس أساقفة نيويورك، قامإيجين الثالث (بابا) بمنحه أسقفية تشستر في 1147.
قضى هيلارى سنوت عديدة في صراع في دير باتل محاولاً تأكيد حقه كأسقف ليراقب الدير. قام هيلارى بالاشتباك مع توماس بيكيت، ثم أصبح مستشاراً هنري الثاني ملك إنجلترا و أخيراً رئيس أساقفة الكانتربرى. و قد ساعد هيلارى الملك هنرى الثانى في موقفة ضد بيكيت.عين الملك هنرى هيلارى عمدة و قاضى في المحاكم الملكية. كما عينه البابوية ممثلاً للقاضى حتى يشرف على القضايا مرجعاً إلى انكلترا. كان هيلارى معروفاً بمساهمتة مع رجال الدين، و بسبب قانون كنسي أو كشخص مارس قانون الكنسى، استطاع هيلارى أن يطوب إدوارد المعترف ، ملك انكلترا السابق قديساً.

## بداية حياته
ولد هيلارى حوالى سنة 1110 و لكن لا شئ معروف عن أنسابه، كان أخيه كاهن في كاتدرائية بساليسبرى  و يقُال أنهما جائوا من ساليسبر. عمل هيلارى ككاتب عند هينرى بلوا، أسقف وينشستر و كبير الكهنة بكنيسة المسيح بتوينهام.هامبشاير، و من الاحتمال استقبال هذين الوظفتين من خلال تأثير هنرى بلوا عليه.كانت كنيسة المسيح هي كنيسة جماعية لرجال الدين الدنيوى أو لرجال الدين الذين لم يكونوا كهنة. كان هيلارى كبير كهنة الكنيسة في عام1139. تدرب هيلارى على أن يكون كاهن و محامى سنة 1144. بينام في روما فقد عمل هيلارى هيلارى كاكاتب لدى هنرى بلوا، البابا وينشستر، وكبير كهنة كنيسة المسيح في توينهام، هامبشير  ، و قد تلقى هذا نتيجة تأثره بهنرى بلووا. كانت كنيسة المسيح هي كنيسة الجماعية لرجال الدين الدنيوى، و رجال الدين الذين لم يكونوا رهبان. فكان هيلارى كبير كهنة الكنيسة سنة 1139. تلقى تعليمه على أن يكون كانون و محامى، في روما سنة 1144. بينما في روما فقد خدم هيلارى في سفارة البابوية أو في ديوان الكتابة سنة 1146. كان روبرت بولين، جون ساليسبرى، نيكولاس بريكسبير الذي أصبح بعد ذلك البابا أدريان الرابع, هم زملاءه في السفارة.
بالرغم من كونه كبير كهنة كنيسة المسيح، فأنه قام باسترجاع تقاليد هذه المؤسسة من الاحتفالات الدينية والتي حرمت من قبل الذين سبقوه، فضلاً عن تأمين منح الأمتيازات والأراضى. و قد أمر هيلارى بكتابة تاريخ الكنيسة في كنيسة المسيح، و هذا الكتاب الذي لا يزال حياً. كان هيلارى مرشح غير ناجح للمطرانية يورك ضد هنرى مورداك في 1147 و لكن البابا يوجين الثالث قام بتعويضة عن طريق تعيينه في الأبرشية تشستر. و قد نال ترشيحة بيورك بمساعده هيوج دى بوسيت ثم أمين صندوق يورك و أخيراً الأسقف دورهام و بواسطة روبرت غنت الذي كان كبير كهنة يورك و أمير شنسلر بإنكلترا  بالإضافة إلى ملك ستيفان بإنكلترا. تلقى هيلارى أكبر عدد من الأصوات و لكن بسبب الانتخاب الذي تنازع عليه حلفاء مورداكس، فقد أحيلت النتيجة إلى البابوية و قام ايجون باختيار مورداك. عُين هيلارى بتشستر في يوليو 1147 و كُرس في 3 أغسطس 1147. ثيو بلد من بيك، رئيس أساقفة الكانتربرى، عين هيلارى كاهناً بالكانتربرى ومعه نيجل وأسقف ألى روبرت أسقف باس، وويليام دى تربيفل و أسقف النرويج مساعدون بالاحتفال. لعدد من السنوات هيلارى أستكمل

## حكم ستيفان
أرسل ملك ستيفان هيلارى لحضور مؤتمر بكنيسة ريمس 1148 و معه روبرت دى بوثين الذي كان أسقف هيرفورد و ويليام دى تربيفل. وكان أيضا ثيوبلد بيك حاضراً على رغم من انه تم منعه للحضور من قبل الملك. صرح مؤرخ القرون الوسطى جيرفاز كانتربرى أن ستيفان أراد ايقاظ مكانة ثيوبلد لدى البابوية ولكن كان ستيفان يتمنى تأكيد سلطته بواسطة الكنيسة الإنجليزية، من خلال الإصرار على الحق في الحد من الاتصال مع بابوية الأساقفة الإنجليزية